# تليمصر
الشركة العربية للراديو والترانزستور والأجهزة الإلكترونية (تليمصر)، تأسست في 1962. كانت من أهم الشركات في مجال صناعة الإلكترونيات في مصر، والتي كانت ملكًا للقطاع العام ثم بيعت في العام 1996 مع بداية سياسات الخصخصة، تم طرح حوالي 65% من أسهم الشركة للبيع، وظلت 25% من أسهمها ملكاً للشركة القابضة للصناعات الهندسية، بالإضافة إلى 10% ملكاً لاتحاد العاملين المساهمين. و رئيس مجلس الإدارة هو الباشمهندس هاني الغزاوي و هو صاحب الشركة حالياً 

## فروع الشركة
لديها مصنعين الأول بالعمرانية بمحافظة الجيزة والآخر بالاسماعيلية بالإضافة إلى فروع للصيانة وتوزيع منتجات الشركة بأنحاء الجمهورية.